# Michael Sadre-Chirazi-Stark

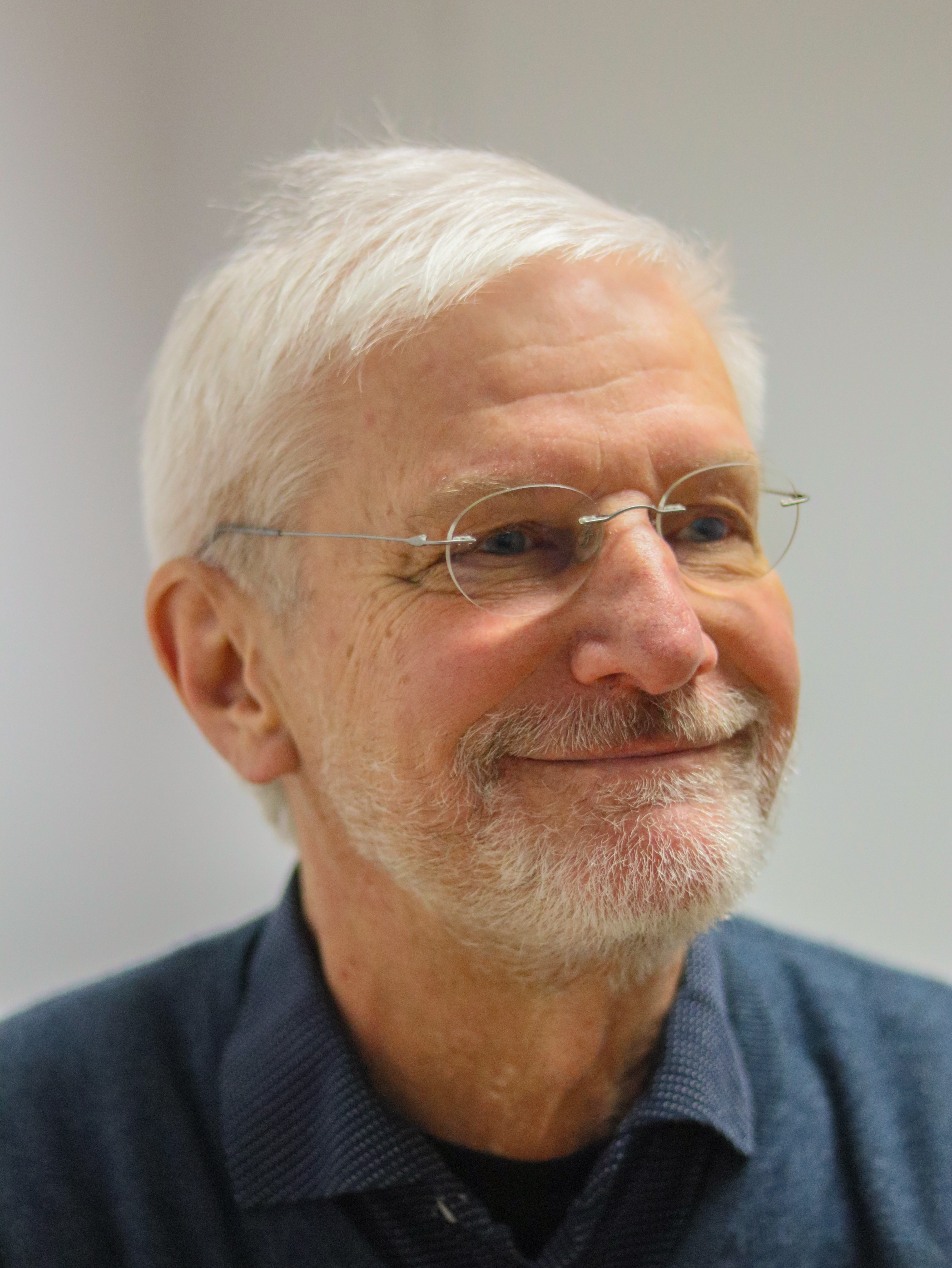
Michael Sadre-Chirazi-Stark (2021)

Fritz-Michael Sadre-Chirazi-Stark (* 10. Januar 1952) ist ein Facharzt für Psychiatrie und Psychotherapie sowie Psychotherapeutische Medizin. Er leitete von 1999 bis 2013 die Klinik für Psychiatrie des Asklepios Westklinikums in Hamburg.

## Biographie
Stark studierte zunächst Psychologie an der Ruhr-Universität Bochum, schloss als Dipl. Psychologe ab und wurde nach anschließendem Medizinstudium an der Universität Münster zum Dr. med. promoviert. 1994 wurde er mit dem Thema „Krankheitserleben und Krankheitsbewältigung aus der Sicht schizophrener Patienten“ habilitiert und erhielt die Venia Legendi für das Fach Psychiatrie. 1995 wurde er als Professor für Klinische Sozialpsychiatrie an die Universität Hamburg berufen. Von 1999 bis 2013 hat er als Chefarzt am Asklepios Westklinikum Hamburg die Abteilung für Psychiatrie und Psychotherapie geleitet, die er nach der Neustrukturierung der psychiatrischen Versorgung in Hamburg neu aufbaute. 2015 gründete er sein eigenes Institut für Stress und Fatigue-Forschung und die Firma Prof. Stark Health Competence Center UG, als Träger von Online-Therapieangeboten.
Stark war Mitbegründer, Dozent und Supervisor für Verhaltenstherapie des Institut für Weiterbildung in Verhaltenstherapie (IWVT), später Institut für Ausbildung in Verhaltenstherapie Hamburg (IVAH), sowie Gründungs- und Vorstandsmitglied der Deutschen Gesellschaft für Psychoedukation, Vorstandsmitglied Weltgesellschaft für Psychosoziale Rehabilitation (World Association for Psychosocial Rehabilitation), Deputy Vize President Europe, Chairman, International Project on Mental Health at Workplaces (Board 2018–2021 - WAPR).

## Wirken
Das von Stark entwickelte „Energiefassmodell“ als Grundlage des Burnout-Präventionstrainings soll der Veranschaulichung des psychologischen Energiereservoirs dienen. Das Modell soll Alarmsignale der Psyche zeigen, die dabei helfen können, etwas für die psychische Gesundheit im Speziellen, d. h. in erster Linie für die Lebenszufriedenheit und Lebensfreude eines Patienten zu tun.

## Forschung und Berufspraxis
Während seines Forschungsaufenthaltes am Clinical Research Center for the Study of Schizophrenia am Camarillo State Hospital der University of California at Los Angeles (UCLA) Ende der 1970er Jahre lernte Stark die ersten verhaltenstherapeutisch basierten Psychotherapieansätze für schizophrene Patienten kennen, die er dann mit zurück nach Deutschland brachte und in der damals neu gegründeten psychiatrischen Fachabteilung am Krankenhaus Quakenbrück einführte, wo er erst als Psychologe, dann ab 1984 als Assistenzarzt arbeitete.
1985 wechselte er an die Psychiatrische und Nervenklinik des Universitätskrankenhauses Eppendorf (UKE), Hamburg, wo er die Leitung der Tagesklinik und den Schwerpunkt Sozialpsychiatrie übernahm. Nach seiner Habilitation wurde er 1995 auf die Professur für Sozialpsychiatrie am UKE berufen. Schon damals vertrat er das UKE in den Arbeitsgruppen der Behörde für die Psychiatrie-Entwicklungsplanung für Hamburg.

## Gründung der psychiatrischen Fachabteilung am Asklepios Westklinikum Hamburg
1999 verließ Stark das Universitätskrankenhaus Eppendorf, um als Chefarzt eine neue psychiatrische Fachabteilung am Asklepios Westklinikum Hamburg zu gründen und aufzubauen. Diese war die erste in Norddeutschland, die nach baubiologischen Kriterien mit einem Mindestmaß an umwelttoxischer Belastung ausgestattet war. Nach anfangs 56 Betten und drei Stationen wurde die Abteilung um eine Tagesklinik in Hamburg-Rissen erweitert und erhielt dann auch die Zuständigkeit für den gesamten Bezirk Altona, mit einer weiteren Tagesklinik in Altona und so insgesamt 120 Betten. Dabei setzte Stark die sozialpsychiatrischen und psychotherapeutischen Ansätze um, die auf seinem Umgang mit Patienten in psychischen Krisen basieren.

## Das Konzept der Psychoedukation
Therapeutischer Schwerpunkt war die Aufklärung der Patienten über die möglichen Ursachen ihrer Erkrankung und die Zusammenhänge mit den beeinflussenden Faktoren aus dem direkten sozialen und familiären Umfeld. Diese Vorgehensweise wurde in Deutschland unter dem Stichwort Psychoedukation bekannt. Stark trieb diesen Ansatz intensiv voran und war 2006 Gründungsmitglied und Mitglied im Vorstand der Deutschen Gesellschaft für Psychoedukation (DGPE), deren Kongress er im März 2013 in Hamburg ausrichtete.

## Gremienarbeit
Bereits in den 1990er Jahren war Stark an der Gründung des ersten Ausbildungsinstituts zur Verhaltenstherapie in Hamburg beteiligt und half, die Deutsche Ärztliche Gesellschaft für Verhaltenstherapie (DÄVT) ins Leben zu rufen, deren Vizepräsident er bis 2003 war. Innerhalb der Deutschen Gesellschaft für Psychiatrie, Psychotherapie und Nervenheilkunde (DGPPN) gründete er das Referat „Rehabilitation“, das er lange Jahre als Vorsitzender führte. 2007 begann Stark dann sein Wirken als Mitbegründer, Dozent und Supervisor für Verhaltenstherapie am Institut für Weiterbildung in Verhaltenstherapie am Medizinischen Versorgungszentrum Verhaltenstherapie Falkenried in Hamburg.

## Zusammenarbeit mit Osteuropa
In seiner wissenschaftlichen Arbeit schloss Stark auch Länder wie Polen und die Ukraine mit ein. Er war 1989 Mitbegründer der Deutsch-Polnischen Gesellschaft für seelische Gesundheit (DPGSG), die es sich zur Aufgabe gemacht hatte, an die Verbrechen der Nazizeit an den psychisch Kranken zu erinnern, die aus deutschen Krankenhäusern in polnische verlegt und dort vernichtet wurden. Aus dieser Initiative entstanden viele Partnerschaften zwischen deutschen und polnischen Kliniken. Auf den Kongressen des „Forum Rehabilitation“ waren immer Gruppen polnischer und ukrainischer Kollegen zu Gast, für diese ein damals seltenes Tor zum Westen. Für sein Engagement wurde Stark zum Ehrenmitglied der polnischen Psychiatrischen Fachgesellschaft ernannt und erhielt 1999 die Ehrendoktorwürde (Dr. h.c.) der Medizinischen Fakultät der Universität Lemberg in der Ukraine.

## Internationale wissenschaftliche Kongresse
Mitte der 1980er Jahre organisierte Stark erste Tagungen zum Thema Psychotherapie für schizophrene Patienten an der Psychiatrischen Abteilung des Krankenhauses Quakenbrück, es folgte eine Tagung am Universitätskrankenhaus Eppendorf zum Thema ökologische und Umweltpsychiatrie und dann ab Mitte der 90er Jahre Kongresse zur Rehabilitation psychisch erkrankter Menschen, aus denen eine Kongressreihe über die nächsten 14 Jahre entstand: das „Forum Rehabilitation – Brennpunkte der Psychiatrie“. 1998 fand in dieser Reihe auch der Weltkongress der Weltgesellschaft für Psychosoziale Rehabilitation (World Association for Psychosocial Rehabilitation, WAPR) statt, in deren Vorstand Stark dann für die nächsten Jahre gewählt wurde. In den Folgejahren wurde er auch in die wissenschaftlichen Kongress Komitees der Weltgesellschaft für Sozialpsychiatrie (WASP) berufen. 2004 wurde er zur Teilnahme in der Sektion Conflict Management und Conflict Resolution (CMCS) der Weltgesellschaft für Psychiatrie (WPA) eingeladen. Dort wurde er 2009 zum Chairman gewählt. Bis heute stellt er als Co-Chairman Symposien der Sektion auf wissenschaftlichen Kongressen zusammen.

## Psychische Gesundheit am Arbeitsplatz, Wege der Prävention und Rehabilitation
2012 wurde Stark erneut in den Vorstand der Weltgesellschaft für psychosoziale Rehabilitation berufen, um dort die Leitung eines internationalen Projekts zum Thema „Psychische Gesundheit am Arbeitsplatz – Wege der Prävention und Rehabilitation“ zu übernehmen. Hier bringt er insbesondere seine langjährigen Erfahrungen zum Thema Belastungen ein, die auf dem „Vulnerabilitäts-Belastungs-Krankheitskonzept“ beruhen, auf dessen Basis die psychotherapeutischen Ansätze für psychiatrische Patienten entwickelt wurden.

## Projekte
Im Juni 2013 übergab Stark die Abteilung für Psychiatrie und Psychotherapie im Asklepios Westklinikum an den neuen Chefarzt Künstler, um sich in seiner privaten Praxis in Hamburg der Diagnose und Therapie von psychiatrischen und psychosomatischen Störungen zu widmen. Ein weiterer Schwerpunkt ist die Behandlung von Myalgischer Enzephalomyelitis/Chronischem Fatigue-Syndrom (ME/CFS).

## Wissenschaftliche Forschung und Publikationen
Durch Forschung, internationale Kongresse und Publikationen sollen die langjährigen Erfahrungen und Ergebnisse der Prof.-Stark-Methode weiterentwickelt und auch in Zukunft an Multiplikatoren und Experten aus Psychologie, Medizin und Wirtschaft weitergegeben werden. Auf diese Weise soll nicht nur der Einzelne unterstützt werden, sondern es soll auch ein Beitrag geleistet werden zur gesellschaftlichen Auseinandersetzung mit den Risiken und Folgen der gravierend zunehmenden psychosomatischen Belastungen im Alltag und Arbeitsumfeld. In Zusammenarbeit mit der Leuphana Universität Lüneburg wurden  Forschungsstudien zur Effektivität von Online-Therapieangeboten durchgeführt und werden weiterhin geplant. Enge Kooperationen bestehen mit dem Stressforschungszentrum der University of British Columbia (UBC), Kanada, mit W. Linden und der Sozialpsychiatrischen Abteilung der Jagellonen-Universität Krakow, Polen, mit A. Cechnicki.

## Auszeichnungen
- Ehrendoktorwürde der Medizinischen Fakultät der Universität Lwiw (Ukraine, ehemals Lemberg).

## Publikationen
- Orcid [17]
- Researchgate[18]
- Diagnosenübergreifende Psychoedukation: Ein Manual für Patienten- und Angehörigengruppen. Psychiatrie-Verlag 2009, ISBN 978-3-88414-469-5.[17]
- Wenn die Seele S.O.S. funkt. 5. Auflage 2001. ISBN 978-3-499-61128-5.[17]
- Nimm dein Herz in die Hand: Wege aus der Angst. Ullstein Taschenbuch 2006, ISBN 978-3-548-36819-1.[17]
- Wenn die Seele neue Kraft braucht : wie aus Urlaub und Freizeit Erholung wird, mit Sandmeyer, Peter, Reinbek bei Hamburg: Rowohlt, 2000, ISBN 3-498-06345-6[17]

## Belege
1. ↑  Handelsregister-Bekanntmachungen vom 20. August 2012 im Bundesanzeiger
2. ↑  Michael Sadre Chirazi-Stark: Katalog der Deutschen Nationalbibliothek. In: Katalog der Deutschen Nationalbibliothek. Deutsche Nationalbibliothek, 1. Januar 2017, archiviert vom Original am 8. Juni 2023; abgerufen am 25. Januar 2023.  Info: Der Archivlink wurde automatisch eingesetzt und noch nicht geprüft. Bitte prüfe Original- und Archivlink gemäß Anleitung und entferne dann diesen Hinweis.
3. ↑  Website prof-stark-selbsthilfe.de
4. 1 2  Wir über uns, auf dgpe.de, abgerufen am 16. Februar 2023
5. ↑  Board 2018 – 2021, auf wapr.org, abgerufen am 16. Februar 2023
6. ↑  Modelle zum Umgang mit unseren Energien, auf prof-stark.de, abgerufen am 16. Februar 2023
7. 1 2 3 4  Michael Sadre Chirazi-Stark: Qualifikation. In: Praxis Prof. Stark. Abgerufen am 3. Januar 2022 (deutsch).
8. ↑  8. Deutscher Psychoedukations-Kongress (Memento vom 1. April 2017 im Internet Archive) (PDF), auf dgpe.de
9. ↑  30 Jahre DÄVT. (pdf) daevt.de, abgerufen am 16. Februar 2023.
10. 1 2 3  Qualifikation. prof-stark-institut.de, abgerufen am 3. Januar 2022.
11. ↑  Verhaltenstherapie Falkenried - Psychotherapie in Hamburg. Abgerufen am 3. Januar 2022 (deutsch).
12. ↑  Home. Abgerufen am 3. Januar 2022 (britisches Englisch).
13. ↑  Qualifikation. Praxis Prof. Stark, abgerufen am 3. Januar 2022 (deutsch).
14. ↑  Conflict Management & Resolution. wpanet.org, abgerufen am 16. Februar 2023 (englisch).
15. ↑  Individuelle Psychotherapie. Praxis Prof. Stark, abgerufen am 16. Februar 2023 (deutsch).
16. ↑  ME/CFS HILFE | Prof. Stark Fatigue Zentrum. Abgerufen am 20. Oktober 2024.
17. 1 2 3 4 5  ORCID. Abgerufen am 25. Januar 2023.
18. ↑  Michael Sadre Chirazi - StarkResearchgate. Researchgate, 25. Januar 2023, abgerufen am 25. Januar 2023 (englisch).

| Personendaten    | Personendaten                                           |
| ---------------- | ------------------------------------------------------- |
| NAME             | Sadre-Chirazi-Stark, Michael                            |
| ALTERNATIVNAMEN  | Sadre-Chirazi-Stark, Fritz-Michael (vollständiger Name) |
| KURZBESCHREIBUNG | deutscher Facharzt für Psychiatrie und Psychotherapie   |
| GEBURTSDATUM     | 10. Januar 1952                                         |